# Собор Троицы Живоначальной (Краснослободск)
Собор Троицы Живоначальной (Троицкий собор) — утраченный главный храм города Краснослободска. Находился на Соборной площади.

## История собора
Первая соборная церковь была деревянной. Время её построения определить трудно, но есть предположение, что церковь строили вместе с крепостью. Предположительно дата основания — начало XVII века. Краевед священник И. Беляев ссылается на «Писцовую книгу» Фёдора Малого. Впрочем, есть второе подтверждение даты основания Троицкого собора: «между 1613—1614 гг. построена Троицкая церковь» — запись в типиконе, где написано полууставом: «осветися храм Троицкий».
Между 1655—1682 годами рядом с ней была построена Ильинская церковь. Она служила теплой церковью при соборе. В 1763 году, указом Тамбовской Духовной консистории этот придел был отделен от собора «с причислением к нему особого прихода». Позже, из-за тесноты, Ильинскую церковь вынесли за пределы крепости (из неё впоследствии образовалась Благовещенская церковь). Вместо Ильинской церкви в 1765 году была построена при соборе новая тёплая деревянная церковь по просьбе воеводы в честь Божьей Матери Живоносного источника.
В 1778—1781 годах купец-заводчик Андрей Тарасович Миляков построил на свои средства каменную соборную церковь, в 10 саженях от прежних церквей. Деревянные церкви с построением собора пришли в запустение и были разобраны в 1790-х годах. Троицкую продали в село Селищи, а церковь Живоносного источника — на кладбище в город Троицк. По окончании строительства собора «поручено было настоятелю Краснослободского Спасского монастыря иеромонаху Досифею освятить построенный при соборе каменным зданием двухпридельная церкви». Миляков выказал свой глубокорелигиозный и эстетический вкус в постройке этого храма. Соборную церковь он оставил памятником своей угасающей фамилии (рождались только девочки).
Собор неоднократно перестраивали. После пожара в 1817 году, когда сгорел почти весь город, переделали купол церкви, разобрали прежнюю колокольню и построили новую. В 1829 году упразднили два придела, вероятно вследствие тесноты алтаря, и за их счёт расширили собор. После этой перестройки собор не менял свой облик около 80 лет. Жители города были довольны и лестно отзывались о нем: «церковь Живоначальной Троицы с пределы ко вмещению приходских людей способна, благолепием украшена не худо».
В 1862—1866 годах собор реконструировали в русском стиле, работы обошлись в 12183 рубля 75 копеек. В 1875 году обветшавшую колокольню разобрали до нижнего яруса и построили 2 новых яруса, установили часы, а в 1881 году был отлит колокол в 500 пудов.
К концу XIX века собор представлял собой длинное (20 сажен длины и 12 ширины) каменное одноэтажное двусветное здание, построенное греческим крестом, с обширной трапезной и высокой колокольней под луковичным куполом. «Стены выкладены все сплошною кладью из кирпича, в них связи железные». Кровля на сводах дуговая, двухскатная из листов железа. Свод венчали 5 глав, на каждой деревянный, обитый жестью крест; колокольню венчал железный позолоченный крест. Кроме Троицкого собора «железных заводов заводчики» Миляковы построили в городе каменные церкви: Покровскую, Благовещенскую, Смоленскую и Владимирскую, а в Краснослободском уезде — Ефаевскую (1772 год), Аракчеевскую (1767 год). Рядом с Троицким собором располагалась Благовещенская и Смоленская церкви. Именно эти чудесные архитектурные сооружения украшали город со стороны рек Прамы и Мокши. 
После революции 1917 года все церкви города были уничтожены коммунистами. Троицкий собор, закрытый в 1930-х, остался в виде одноэтажной постройки, где в конце 1950-х годах разместили цех прядильно-ткацкой фабрики. Здание перестроили, венчания сломали. Уцелевшие фрески закрасили известью и краской.

## Другие церкви Краснослободска
- Благовещенская церковь

О Благовещенской известно немного. Она была построена на месте Ильинской церкви, которая была сооружена между 1655 и 1682 годами. До половины XVIII века Ильинская церковь не была отдельной. «Это была теплая церковь при [Троицком] соборе, …она не имела отдельной колокольни…». Затем она была вынесена из крепости и построена возле её стены. Кирпичная церковь в стиле классицизма, выстроенная в 1832 к северо-западу от Троицкого собора. Однокупольный храм с трапезной и трехъярусной колокольней под шпилем. В трапезной приделы Михаило-Архангельский и Ильинский.
Благовещенская церковь и Троицкий собор в дореволюционном Краснослободске
Благовещенская церковь снесена в 1935 г. От неё остается только колокольня , которую превращают в парашютную вышку. И когда нетрезвый инструктор, прыгая с неё, разбивается ломают и колокольню. Позже на её месте будет построен кинотеатр «Восход». В 2000-е советскую постройку (кинотеатр) закрыват, а здание рушится от времени.
- Смоленская церковь (Предтеченская церковь)

располагалась в северо-западном углу нижней базарной площади. Была построена она на месте упраздненного в 1764 году Иоанна-Предтеченского мужского монастыря (находился у северной стены Краснослободской крепости).
В самом монастыре были 2 церкви: во имя святого пророка Иоанна Предтечи и в честь Богородицы. Церковь Предтечи Иоанна была деревянная, однопрестольная. О времени её построения известно, что «начало её построения, совпадает с основанием самого монастыря…одной грамотой патриарха Адриана утвержден и монастырь, и благословлено построение церкви». Построена она была не позднее 1699 года, а закончена в 1701 году. Это подтверждается указом от 31 января 1701 года, где говорилось: «велено мне, архимандриту Иосифу, освятить церковь Предтечева монастыря и тогда освятил ея». Вторая церковь — Богородицы — была основана в 1709 году. О ней имеются данные: «еще в 1709 году в 18-й день по указу Великого Государя меж патриаршества благословил Преосвященный Стефан Митрополит Рязанский и Муромский… построить церковь во имя Присвятые Богородицы». Эти две деревянные церкви постепенно ветшали.
После упразднения монастыря церковь стала приходской. Купец Миляков, Андрей Тарасович дал необходимые деньги и в 1772 году на месте ветхой церкви был построен новый каменный храм, который в первые годы именовался церковью Иоанна Крестителя. С 1777 года получает и второе название — Смоленская. Название это было дано по иконе Смоленской Божьей Матери. Холодный каменный храм был посвящён Богородице. Престол в честь её сделали главным, а Иоанна-Предтечи — второстепенным, в приделе. Церковь же получила официальное название Смоленской, в простонародье называлась Предтеченской. Кирпичная церковь на основе здания 1772, выстроенного купцом А. Т. Миляковым, перестроена в 1849 г. Однокупольный храм, завершённый луковичным куполом, с трапезной и колокольней, также увенчанной луковицей. В 1893 году вокруг церкви была устроена каменная ограда с железной решеткой. В трапезной приделы Иоанна Предтечи, Луки Евангелиста и вмч. Варвары. Сломана в середине XX в.
- Покровская церковь по центру, в правом углу — Смоленская церковь

Кирпичная церковь, построенная на рубеже XIX—XX вв. вместо каменного здания 1770 года. Однокупольный храм, прямоугольный в плане, с трехъярусной колокольней. В трапезной были приделы Покровский и Алексия, человека Божия. Первоначально она располагалась в Покровском женском монастыре (монастырь находился у западной стены Краснослободской крепости, там где сейчас усадьба Севастьянова) и была, как и все постройки монастыря, деревянной. Год основания её можно определить по надписи, сделанной в типиконе приходской Покровской церкви: «год основания в означенной надписи 1672-й, а год освящения церкви — 1675-й». Церковь была двухпрестольная — Покрова Богородицы и Николая Чудотворца. После упразднения монастыря в 1764 г. церковь сделалась приходской и к ней «было приписано от Ильинской церкви 69 десятин и от Николаевской 9 десятин». После того, как она обветшала, была перенесена на другое место (там, где сейчас находится РОВД) и на средства купца Милякова, возродилась в камне. Часть улицы Большая Пензенская (предположительно снимок сделан в 1912 году). В дали Покровская церковь Сломана в середине XX в.
- Владимирская церковь

Владимирская церковь находилась на Владимирской (Карьгинской) площади города. В 1680 году на этом месте была построена вторая приходская церковь во имя Николая Чудотворца. Средства на церковь были собраны так: «пушкари и крестьяне Васька Гусев и Сидорка Григорьев подали прошение на разрешение строительства церкви». Постепенно деревянная церковь обветшала и в 1762 году промышленники Миляковы вместо двух деревянных церквей Николаевской и Владимирской, что на Карьге, построили одну каменную во имя Владимирской Божьей Матери с приделом во имя Николая Чудотворца". Кирпичную церковь расширили в 1-й половине XIX в., были приделы Никольский и Всехсвятский. Сломана в середине XX в., в наши дни у места церкви здание автовокзала и ГИБДД. О том, как выглядела церковь не известно, сохранилась одна фотография, где вдали виднеется купол этой церкви, но сама она скрыта другими зданиями.
- Успенская церковь (см. Краснослободский успенский женский монастырь)

Строится на средства купца мецената А. Д. Муромцева в 1810 −1816 гг. Успенская церковь функционирует как приходская до 1861 г.(официальное открытие Успенского женского монастыря).
- Петропавловская церковь

Около оврага, в конце Малой Саранской улицы, располагалась небольшая кладбищенская Петропавловская церковь. О ней известно очень мало, она выполняла весьма печальную миссию, поэтому в большинстве источников она именуется как «кладбищенская» и упоминается лишь в связи с сильным пожаром 1817 года, когда «церкви Соборная, Покровская, Благовещенская и Смоленская остались целы, но деревянная кладбищенская церковь сгорела вся…». После пожара на средства купца А. Д. Муромцева она была перенесена к будущему Успенскому монастырю. Но, видимо, в архитектурном плане она была посредственной и поэтому в более поздних документах не упоминается. В нач. XX в. на кладбище, с северной стороны примыкающем к Успенскому монастырю была построена кирпичная одноглавая церковь в русском стиле. Снесена в сер. XX в.
- Скорбященская церковь (Церковь иконы Божией матери Всех скорбящих радость)

Домовый храм в городском тюремном замке, стоявшем на берегу реки. Одноглавый четверик, с юго-восточной стороны примыкавший к тюремному корпусу.
Это здание было построено по указу императора Николая I в начале 30 — х годов XIX века. Ошибочно думать, что император удостоил уездный город особым вниманием, потому что в это время почти одновременно во всех уездных городах, где есть тюремные замки, строятся типовые церкви. Сломана в середине XX в.

## После революции 1917 года
После революции значительная часть зданий сломана. Судьба церквей ужасна: они полностью уничтожены. Там, где они стояли, уже ничто не напоминает о них. Более того, «временщики» старались уничтожить не только здания, но и память о них. Ни одно серьезное исследование о монастырях и церквях края, за исключением работ В. Б. Смирновой и Т. Н. Протасьевой, не появляется в это время. Где же те архивные источники, на которые ссылались в своих работах такие корифеи краеведения, как И.Беляев, Г.Петерсон, Н.Соколов, И.Голубинский? Очевидно, их уже не существует. Часть их была уничтожена «благодарными потомками».